# Кариевский сельсовет
Кариевский сельсовет — муниципальное образование в Краснокамском районе Башкортостана.
Административный центр — село Кариево.

## История
Согласно Закону о границах, статусе и административных центрах муниципальных образований в Республике Башкортостан имеет статус сельского поселения.

## Население
| 2002  | 2009  | 2010  | 2012 | 2013 | 2014 | 2015  |
| ----- | ----- | ----- | ---- | ---- | ---- | ----- |
| 907   | ↗1069 | ↘902  | ↗923 | ↗946 | ↗967 | ↗1018 |
| 2016  | 2017  | 2018  |      |      |      |       |
| ↗1052 | ↗1071 | ↘1069 |      |      |      |       |

## Состав сельского поселения
| № | Населённый пункт | Тип населённого пункта       | Население |
| - | ---------------- | ---------------------------- | --------- |
| 1 | Кариево          | село, административный центр | ↘505      |
| 2 | Кутлинка         | село                         | ↘233      |
| 3 | Енактаево        | деревня                      | ↘96       |
| 4 | Новый Чуганак    | деревня                      | ↘68       |

## Известные уроженцы
- Юзыкайн, Александр Михайлович (12 марта 1929 — 17 декабря 1996) — марийский писатель, Заслуженный работник культуры МАССР (1984), Народный писатель Марий Эл (1996)[13].